# Mitsubishi B5M
Die Mitsubishi B5M (Codename der Alliierten: Mabel) war ein landgestützter Torpedo- und Horizontalbomber des japanischen Herstellers Mitsubishi Aircraft Company (Mitsubishi Kōkūki), der ursprünglich für den Einsatz auf Flugzeugträgern vorgesehen war. Die B5M wurde im Zweiten Weltkrieg von der japanischen Marine eingesetzt.

## Entwicklungsgeschichte und Einsatz
Die B5M wurde nach der Marinespezifikation 10-Shi von 1935 entworfen und als Konkurrenz zur Nakajima B5N betrachtet. Intern wurde sie bei Mitsubishi als Ka-16 bezeichnet. Gegen die B5N konnte sie sich nicht durchsetzen, da ihr Entwurf eher konventionell ausgelegt war. Zum Beispiel besaß sie ein festes Fahrwerk und nur einfache Klappen im Gegensatz zu ihrer Konkurrentin mit modernen Fowlerklappen und Einziehfahrwerk. Der erste Prototyp flog 1937, und die Serienversion B5M1 ging ebenfalls 1937 mit der offiziellen Bezeichnung „Marine Typ 97 Modell 2“ in Produktion. Nur 125 Flugzeuge wurden gebaut. Noch 1937 wurden die ersten Marineeinheiten mit der B5M ausgerüstet. Da ihre Leistungen beim Trägereinsatz aber nicht sehr zufriedenstellend waren, wurden die Maschinen oftmals von Land aus eingesetzt. Bei Beginn des Pazifikkrieges kamen B5M insbesondere in Südostasien und China zum Einsatz, wo sie meist für U-Boot-Patrouillen genutzt wurden. Später wurden sie in untergeordneten Diensten als Schul- oder Schleppflugzeuge und teilweise auch als Kamikaze aufgebraucht. Es ist keine Maschine dieses Typs erhalten geblieben.

## Technische Daten
Die Mitsubishi B5M war ein Ganzmetall-Tiefdecker mit anklappbaren Tragflächen und ausgerüstet mit einem 1.000 PS leistenden Mitsubishi MK8 Kinsei-43-Sternmotor. Die Bewaffnung bestand aus einem rückwärts gerichteten 7,7-mm-Type 92-Maschinengewehr im hinteren Teil des Cockpits sowie aus einem 800-kg-Type 91-Torpedo oder einer maximalen Bombenladung von 800 kg, die außen unter dem Rumpf befestigt wurden. Das Fahrwerk des Flugzeuges war starr und mit aerodynamischen sogenannten „Hosenbeinen“ verkleidet. Drei Mann Besatzung fanden im Cockpit Platz (Pilot, Bomben- und Bordschütze).
| Kenngröße             | Daten                    |
| --------------------- | ------------------------ |
| Länge                 | 10,23 m                  |
| Spannweite            | 15,30 m                  |
| Höhe                  | 3,12 m                   |
| Flügelfläche          | 37,95 m²                 |
| Flügelstreckung       | 6,2                      |
| max. Startmasse       | 4.000 kg                 |
| Höchstgeschwindigkeit | 379 km/h in 2.300 m Höhe |
| Dienstgipfelhöhe      | 8.250 m                  |
| Reichweite            | 2.300 km                 |